# Carlos Alberto Betancur
Carlos Alberto Betancur Gómez (Ciudad Bolívar, Antioquia, 13 de outubro de 1989 (35 anos)), é um ciclista profissional colombiano. Estreia como profissional na equipe italiana Acqua & Sapone em 2011 e actualmente integra a equipe ProTeam Ag2r-La Mondiale.

## Biografia

### Ciclismo amador
Começou no ciclismo na juventude do clube CICLEB dirigido pelo treinador Oscar Herrera. Depois passou a Orgullo Paisa, onde ganhou etapas na Volta do Futuro (para jovens de 15 e 16 anos) e na Volta de Porvenir para jovens entre 17 e 18 anos). Ocupa o quarto lugar na prova de estrada individual do Campeonato Panamericano Juvenil em Duitama em 2007, evento ganho por seu compatriota Jeffri Romero.  Em 2009 ganha a Volta a Colômbia Sub-23, mais uma etapa. Esse mesmo ano participa no Campeonato Mundial de Ciclismo em Estrada de 2009 sub-23 em Mendrisio, vencendo a medalha de prata ao ser superado só pelo francês Romain Sicard.
Em 2010 como ciclista da selecção colombiana ganha o Girobio, a versão amadora do Giro d'Italia à frente de seu companheiro Eduard Beltrán.

### Ciclismo profissional

#### 2011
Os bons resultados obtidos na Europa, valeram um contrato com a equipe italiana Acqua & Sapone para 2011. Esse ano estreia no Giro d'Italia finalizando na posição 58 e um destacado 4º posto na etapa 20 com final em Sestriere. Foi quinto no GP Industria e Comercio Artigianato Carnaghese, em outubro conseguiu a sua primeira vitoria como profissional, ao vencer o Giro de Emilia, e uma semana depois foi 9º no Giro de Lombardia.

#### 2012
Graças ao director de equipe, Franco Gini que os pôs em contacto, em 2012 começou a trabalhar junto ao ex campeão italiano Michele Bartoli. Mas o principal objectivo da temporada, o Giro d'Italia, ficou fora quando em janeiro a Acqua & Sapone não obteve o convite para participar.
Começou a temporada na Strade Bianche como preparação para o Tirreno-Adriático. Em abril foi 4º no Giro de Trentino, atrás de Domenico Pozzovivo, Damiano Cunego e Sylwester Szmyd. Foi 2º nas etapas de montanha; a 2ª que finaliza em Sant’Orsola Terme, atrás de Cunego e em 4ª lugar com a final no Passo Pordoi onde foi superado pelo seu compatriota Darwin Atapuma. Poucos dias depois foi 2º no Giro de Toscana.
Sem o Giro d'Italia, em maio participa nos Quatro Dias de Dunquerque. Ali novamente foi 4º com uma 2ª posição de etapa. A primeira vitoria da temporada chegou a finais de maio quando ganhou a última etapa da Volta a Bélgica. A princípios de junho obteve a segunda vitoria, p Troféu Melinda e a terceira foi em setembro quando ganhou a última etapa do Giro de Padania. A finais desse mês foi 5º nas corridas de Milão-Turim e no Giro de Piemonte.
Com os resultados obtidos, e desde a meio da temporada havia interesse de várias equipes de primeiro nível. Em agosto aceitou a oferta da equipe francesa Ag2r-La Mondiale, aquela que lhe permitia correr clássicas como a Liège-Bastogne-Liège ou a Flecha Valona, corridas que a Acqua & Sapone não tinha acesso.

#### 2013
Cumprido o sonho de correr numa equipe ProTeam, estreia com a Ag2r-La Mondiale em finais de janeiro no Tour de San Luis. As primeiras boas prestações da temporada começaram em abril, na Volta ao País Basco. Ali foi 7º na geral, mais um 2º e 4º lugar em duas etapas. Logo vieram as Clássicas das Ardenas; abandona na Amstel Gold Race, mas três dias depois volta a forma e faz um ataque final no muro de Huy, estive perto da vitoria na Flecha Valona, sendo finalmente 3º ao ser superado por Dani Moreno e seu compatriota Sergio Henao. Novamente se destaca quatro dias depois, na Liège-Bastogne-Liège. Não chegou ao pódio, mas foi 4º, logo de atacar e romper o pelotão na Costa de Saint-Nicholas a 5 quilómetros da meta.
Forma parte da equipe no Giro d'Italia, com o objectivo de ganhar a classificação de jovens e ganhar uma etapa. O primeiro objectivo consegue, foi o melhor jovem e 5º na classificação geral. Teve um dura luta pela maillot branca com o polaco Rafal Majka de Team Saxo-Tinkoff. Logo no contrarrelógio da 8ª etapa, Betancur perde 2 min para Majka. Com boas actuações nas etapas de montanha foi descontando a diferença que levava até chegar ao primeiro lugar da geral dos jovens quando foi 2º no Galibier. No dia seguinte cedia o maillot novamente ao polaco na cronoescalada a Polsa mas recupera na última oportunidade, a penúltima etapa com final nas Três cumes do Lavaredo onde foi 4º. Da vitoria de etapa esteve perto em várias oportunidades; foi 2º três vezes, nas etapas 9 (Florença), 10 (Altopiano de Montasio) e 15 (Galibier) e 3º na 14ª (Bardonecchia).
Forma parte da equipe na Vuelta a España, mas logo é afastado por estar fora de forma e abaixo de seu nível. Nunca pode estar entre os melhores e finaliza na 126ª posição a mais de 4 horas do vencedor.

## Palmarés
2009
- 2º no Campeonato Mundial en Estrada

2010
- Girobio, mais 2 etapas

2011
- Giro de Emilia

2012
- 1 etapa da Volta a Bélgica
- Troféu Melinda
- 1 etapa do Giro de Padania

2013
- Classificação dos Jovens do Giro d'Italia

2014
- Tour du Haut-Var, mais 1 etapa
- Paris-Nice, mais 2 etapas

## Grandes Voltas
Durante a sua carreira desportiva conseguiu os seguinte postos nas Grandes Voltas e nos Campeonatos do Mundo:
| Corrida            | 2011 | 2012 | 2013 |
| ------------------ | ---- | ---- | ---- |
| Giro d'Italia      | 58º  | -    | 5º   |
| Tour de France     | -    | -    | -    |
| Vuelta a España    | -    | -    | 126º |
| Mundial em Estrada | -    | 47°  | 35°  |

-: não participa 

Ab.: abandono 

## Equipes
- Acqua & Sapone (2011-2012)
- Ag2r-La Mondiale (2013-2014)